# 田中佑佳
田中 佑佳（たなか ゆうか、7月30日 - ）は、日本のアートディレクター。東京都出身。

## 来歴
東京都世田谷生まれ。女子美術大学短期大学部卒業。

学生の頃からフリーランスとして、特殊造形・空間美術・グラフィックデザイン・アートディレクションを中心に活動。

音楽CDジャケット・タイトルデザイン・映画ポスターなどのグラフィックデザインや、映像・アパレルショップの特殊造形・空間美術、雑誌のプロップスなど分野を広げて活躍中。

映像作家の田中佑和は、実兄。

## 主な参加作品

### 音楽関連
- 舞丹旅
  - 「夕暮れ」 - PV美術
  - 「イメージ」 - PV美術
- 池添ジョージ「Happy Song」 - PV美術
- 34423
  - 「MAZE-HIDE-AND-SEEK」 - ジャケットデザイン
  - 「1/1」 - ジャケットデザイン
  - 「napoli traum」 - ジャケットデザイン
  - 「Japan Tour 201」 - フライヤーデザイン
  - 「AFFINITY DIAGRAM」 - ジャケットデザイン
  - 「MASQUERADE」 - アートディレクション・特殊造形
  - 「Tough and Tender」 - アートディレクション
- たむらぱん
  - 「MARQUEE Vol.82」 - 美術
  - 「白い息」 - PV美術
- 秦基博　『 AT BUDOKAN －弾く、語る、歌う－』 - 「エンドロール」舞台上映像イラスト
- bio tolva　1st album「Chiaroscuro」（Novel Sounds） - ジャケットデザイン・アーティスト写真
- 北村早樹子　「だ・い・す・き」 - PV美術・イラスト
- Every Little Thing　「ハリネズミの恋」 - MV美術
- IMALU　「4751日 もういないキミへ」 - PV怪獣デザイン・制作
- ウソツキ「旗揚げ運動」 - MV美術
- 絢香「にじいろ」 - MV美術

### 映画関連
- Make the Last Wish - 映画・Web/美術・衣装（園子温監督）
- ドグマ96　#2作品「放電」 - 出演（中川究矢監督）
- ドグマ96　#3作品「進化」 - 美術（中川究矢監督）
- ゆうばり国際ファンタスティック映画祭2011参加作品「進化」「超・暴力人間」「ぱんいち夫婦」 - フライヤー・ポスター
- ふたりのシーズン - 美術（井土紀州監督）
- ゆうばり国際ファンタスティック映画祭2012参加作品「もしかしたらバイバイ！」 - 美術・フライヤー・ポスター（高畑鍬名・滝野弘仁監督）
- さよなら、キノコ - 造形美術（筧昌也監督）
- クラッキングライフ - 美術（中川究矢監督）[1][2]
- 青春群青色の夏 - 美術（田中佑和監督）[3][4]
- 好きでもないくせに - 美術（吉田浩太監督）[5][6][7][8]

### 内装美術
- bortsprungt
  - Exhibition（2009 S/S Collection） - 内装美術
  - 渋谷PARCO期間限定ショップ「Aurora Shop」 - 内装美術
  - Exhibition（2009 A/W Collection） - 内装美術
  - 有楽町マルイ期間限定ショップ「bortsprungt.×Made in COLKINIKHA」 - 内装美術
  - 2010 S/S rooms LINK”　@国立代々木第一体育館
  - Exhibition（2010 S/S Collection） - 内装美術
  - 原宿La Foret期間限定ショップ - 内装美術
  - papier by bortsprungt shop　新宿マルイ本館6F
  - 2010 A/W rooms LINK” @ROPPONGI ACADEMYHILLS 40 - 空間美術
  - Exhibition（2010 A/W Collection） - 内装美術
  - 2011 S/S rooms LINK”　@国立代々木第一体育館
  - 2011 A/W - 内装美術
  - 2011 A/W　Vol.2 - 内装美術
- PROFOND（CREAREナディアパーク内1F） - 内装美術
- ステーショナリーブランド「arcmacis」 - 内装美術

### 雑誌
- アスキー・メディアワークス「森ガールpapier*vol.1」 bortsprungt - 美術
- アスキー・メディアワークス「森ガールpapier*vol.3」  bortsprungt - 美術
- アスキー・メディアワークス「森ガールpapier*vol.4」  bortsprungt - 美術
- アスキー・メディアワークス「森ガールpapier*vol.6」  bortsprungt - 美術
- 徳間書店「LARME 001」 - コーナーデザイン
- 徳間書店「LARME 002」 - コーナーデザイン

### その他
- ye°（田中佑佳+大條瑛子）vol.1「裁縫道物のおはなし。」
- Karappu vol.1 - 空間装飾
- フジテレビ 　土曜プレミアム 世にも奇妙な物語 21世紀 21年目の特別編 『PETS・ペッツ』 - タイトル・テロップ・ネームデザイン
- TRIP ART GALLERY＋vol.3　Shibuya GALLERY CONCEAL - 空間装飾
- 戦慄怪奇ファイル コワすぎ!劇場版・序章【真説・四谷怪談 お岩の呪い】 - 出演